# Harpyia suffusa
Harpyia suffusa är en fjärilsart som beskrevs av Barend J. Lempke 1959. Harpyia suffusa ingår i släktet Harpyia och familjen tandspinnare. Inga underarter finns listade i Catalogue of Life.